# Palazzo Amadei

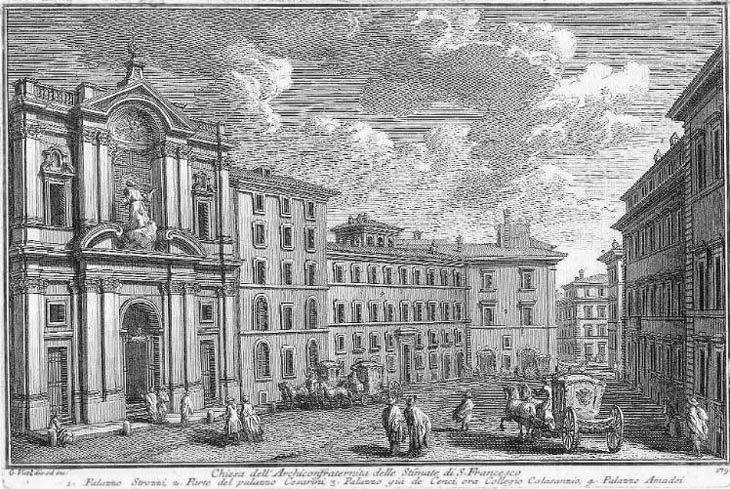
Vista do Largo delle Stimmate numa gravura de Giuseppe Vasi (1759). O Palazzo Amadei é o palácio maior à esquerda. Em frente dele está o Palazzo Strozzi, que foi reduzido na mesma época. No local hoje passa o Corso Vittorio Emanuele II.

Palazzo Amadei era um palácio que ficava originalmente do lado leste do Largo delle Stimmate, o mesmo lado da igreja do Santissime Stimmate di San Francesco, onde hoje passa o Corso Vittorio Emanuele II, no rione Pigna de Roma. Ele foi demolido no final do século XIX e substituído por um edifício muito menor na esquina durante as obras de abertura do Corso.